# Félix Savón
Félix Savón Fabre (22 de septiembre de 1967) es un ex-boxeador cubano que compitió de 1980 a 2000. Pese a que se negó a dejar el amateurismo, venció a múltiples futuros campeones profesionales como Ray Mercer (WBO), Shannon Briggs (WBO), Sultan Ibragimov (WBO), Ruslan Chagaev (WBA) o Michael Bentt (WBO).
Considerado uno de los mejores amateurs de todos los tiempos, se convirtió en tres veces medallista de oro olímpico y seis veces e ininterrumpido campeón del mundo en la división de peso pesado. En 1988, cuando muchos lo favorecían para ganar la medalla de oro en los Juegos Olímpicos de Verano de 1988, el gobierno cubano boicoteó el evento. Savón es particularmente conocido por haber rechazado numerosas ofertas multimillonarias para desertar y abandonar Cuba de forma permanente para luchar contra Mike Tyson como profesional.
Savón Fabré fue acusado de un delito sexual a un menor y su sanción nunca fue comunicada a la opinión pública, aunque el secretismo oficial no impidió que su caso trascendiera dentro y fuera de Cuba. No se conoce cuándo o donde se celebró su juicio, ni quien o quienes fueron sus abogados.

## Primeros años
Nació en San Vicente, en la provincia de Guantánamo, Cuba. Su debut en el ring se produjo en 1980, en Guantánamo.
La inspiración de Savón para convertirse en boxeador fue su renombrado compatriota, el tres veces campeón olímpico Teófilo Stevenson (más tarde fue percibido por los medios occidentales como el sucesor de Stevenson).

## Carrera
Durante su carrera, en la que no se convirtió en profesional, logró un récord de 362-21, con la mayoría de sus derrotas vengadas. Los únicos boxeadores que se salieron con la suya con victorias por nocaut sobre Savón sin venganza fueron el soviético Usman Arsaliyev y el norcoreano Li Dal-Chen, a quien se enfrentó solo una vez.
Ganó sus primeros títulos importantes en 1985. A los 19 años venció al estadounidense Michael Bentt en su camino a ganar los Juegos Panamericanos de 1987. Además de ganar el título de peso pesado cubano (que ganaría cada año hasta su retiro, excepto en 1999 y 2000, cuando perdió ante Odlanier Solís, con quien perdería dos veces y derrotaría una vez en sus tres enfrentamientos), también ganó el Campeonato Mundial Juvenil en 1985.
Esto despegó su carrera, en la que ganaría seis Campeonatos Mundiales; Su victoria en el torneo de 1997 fue el resultado de la descalificación de un oponente, el futuro campeón mundial profesional Ruslan Chagaev (a quien Savón había vencido previamente), quien venció a Savón en la final, pero luego fue despojado de la medalla de oro por tener dos peleas profesionales antes de los campeonatos. Chagaev fue reinstalado como amateur el año siguiente cuando estas peleas fueron declaradas exhibiciones, pero no recuperó la medalla de oro.
En 1998, durante la final de peso pesado de los Juegos de la Buena Voluntad de Nueva York, Savón tuvo un sorprendente nocaut sobre el campeón amateur estadounidense DaVarryl Williamson. En el torneo de 1999, iba a pelear contra el estadounidense Michael Bennett en la final, pero todo el equipo cubano se retiró de la competencia para protestar por el resultado de otro boxeador cubano en el torneo a quien consideraron que había sido "robado" por los jueces, lo que significa que Bennett ganó la final por desistimiento. En su pelea en los Juegos Olímpicos de Verano de 2000, Bennett perdería 23-8 ante Savón.
Savón ganó tres medallas de oro olímpicas, una hazaña compartida solo con otros dos boxeadores, László Papp y su compatriota Teófilo Stevenson. Podría haber sido cuatro veces medallista de oro olímpico, si el gobierno cubano hubiera permitido a su equipo participar en los Juegos de Seúl de 1988, Corea del Sur.
Los críticos de Savón dijeron que era un golpeador en lugar de un boxeador que no se satisface con una decisión, arriesgándose a perder al buscar nocauts incluso cuando está muy por delante en puntos. Roosevelt Sanders, un entrenador de boxeo estadounidense, dijo que Savón habría sido clasificado inmediatamente entre el quinto y el décimo lugar en la división de peso pesado del boxeo profesional del mundo si se hubiera convertido en profesional después de los Juegos de la Buena Voluntad de 1990. "Cuba, desde 1974, ha sido el rey del boxeo amateur en el mundo", dijo. "Por eso los medios de comunicación de otros países siguen preguntándose por qué no boxeamos profesionalmente. El profesionalismo aboliría el humanismo y la sociedad", afirmó Savón. "Los deportistas aficionados son lo más importante en Cuba desde que Castro llegó al poder. Practicamos deportes desde los 8 años".